# Вороб'ї (Новосибірська область)
Вороб'ї (рос. Воробьи) — присілок у Коливанському районі Новосибірської області Російської Федерації.
Входить до складу муніципального утворення Кандауровська сільрада. Населення становить 0 осіб (2010).

## Історія
Згідно із законом від 2 червня 2004 року органом місцевого самоврядування є Кандауровська сільрада.

## Населення
| 1926 | 2002 | 2007 | 2010 |
| ---- | ---- | ---- | ---- |
| 766  | ↘6   | ↘5   | ↘0   |